# Гонио (Аджария)
Гонио (груз. გონიო) — упразднённое село в Хелвачаурском муниципалитете АР Аджария в Грузии. 1 января 2013 года вошёл в черту города Батуми.

## История
В селе в советское время действовали колхоз села Гонио Батумского района (ранее назывался имени Андреева) и Гонийский совхоз имени Берия.
В колхозе имени Андреева трудились Герои Социалистического Труда Бакуридзе Дурсун Османович, Салих Османович Бакуридзе, Кадир Хушутович Какабадзе, Дурсун Рушенович Якунадзе.
В Гонийском совхозе имени Берия трудились Герои Социалистического Труда Алексеева Клавдия Ильинична, Евстафиева Валентина Семёновна, Евдокия Степановна Максимова и Евдокия Егоровна Хрыпун.